# ソグ川
ソグ川 (ソグがわ、氷語: Sog) アイスランドで水量（河川水量、water volume）が最大の川であり、流量は平均 110 m³/s、流域面積は 1000 km2 である。水源の湖はシンクヴァトラヴァトンで、そこから 21.9 km のところでクヴィタ (Hvítá) と合流してオルブスアゥ (Ölfusá) となり、25km 先の大西洋に注ぐ。
ソグには水力発電所が３ヶ所ある (Ljósafossstöð、15 MW、Írafossstöð、48 MW、Steingrímsstöð、27 MW) 。
ソグの流れの途中には、ウルフリョツヴァトン (Úlfljótsvatn) アルブタヴァトン (Álftavatn) 二つの湖がある。
ソグでは北極圏のイワナと大西洋のサケが獲れる。イワナは 200 g 程度から 2 kg 以上のものまでおり、平均して 500 g 程度である。サケは 2 kg から 4 kg 程度で、年に数回 10 kg 以上のものが獲れる。また降海型のブラウントラウトも獲れる。
座標: 北緯64度5分19.45秒 西経21度0分29.95秒 / 北緯64.0887361度 西経21.0083194度